# Caritas in veritate
Caritas in veritate (česky Láska v pravdě) je třetí encyklika papeže Benedikta XVI. Podepsána byla 29. června 2009, vyšla 7. července.

## Obsah
Tematicky navazuje na encykliku Pavla VI. Populorum progressio a týká se dle slov Benedikta XVI. „všestranného rozvoje ve světle lásky v pravdě.“ V encyklice mimo jiné zmiňuje potřebu „světové politické autority“, která by dbala o globální dobro. Rozhodně též odmítá „zatahování sexuality, považované za pouhý zdroj rozkoše, do politiky násilného plánování rodičovství“. Encyklika též s nebývalou přímostí kritizuje „přebujelé byrokratické organizace, které si ponechávají pro vlastní udržení příliš vysoké procento zdrojů, jež by měly být určeny na rozvoj“.
Karmelitánské nakladatelství vydá její český překlad od Milana Glasera.